# Robot Roller-Derby Disco Dodgeball
『Robot Roller-Derby Disco Dodgeball』（略称：RRDDD）は、Erik Asmussenによって開発されたドッジボールゲーム。2015年2月19日にWindows、macOS、Linux向けにリリースされた。

## 概要
ゲーム内では、プレイヤーは一人称視点で、1つの車輪をもつロボットを操作する。他のプレイヤーにボールを投げて相手を倒したり、他のプレイヤーが投げたボールをキャッチして得点を稼いだりすることができる。またボールを跳ね返すなど、巧みなアクションにより多くのポイントを獲得できる。ゲーム中の移動はプレイヤーの勢いに依存しており、プレイヤーが方向キーを操作していなくてもある方向に移動し続ける。これは、プレイヤーが操作するロボットの足が車輪になっているためである。
ゲーム内にはトロン風のビジュアルテーマとディスコミュージックがあり、プレイヤーが操作するロボットの外観をカスタマイズするためのコスメティックアイテムが用意されている。これらのアイテムはSteam Workshopで実際の通貨と交換可能である。シングルモードやマルチプレイヤーモードがあり、プレイヤーはプレイを通じてリーダーボードに配置される。

## 開発
Erik Asmussenが2013年7月に開発を開始し、スケートのような動きで遊ぶのが楽しいと、ゲームの移動メカニクスから着手した。
本作は一時期Steam早期アクセスでベータ版の開発が行われていたが、2015年2月19日に完全リリースされた。Asmussenは、プレイヤーからゲームの設定を微調整したりテストしたりするフィードバックを受けたため、Steam早期アクセスの期間は本作の開発にとって重要だったと述べている。

## 評価
GameSpotのJosiah Renaudinは、ゲームの評価を6/10とし、プレイするのが楽しいと述べ、視覚的なスタイルと利用可能なゲームモードの数について肯定的なコメントをした。しかし、ゲーム側がプレイを続けるためのインセンティブをあまり提供しておらず、動きが遅い弾道を正しく予測するのは難しく感じたと述べた。ハードコアゲーマーのThomas Ellaはこのゲームを4/5と評価し、「現在入手可能な最高の、最も楽しく、巧妙に作られたマルチプレイヤーゲームの1つ」と説明したが、オンラインプレイヤーの数が少ないことに失望を表明した。